# Battaglia di Glasgow (1544)
La battaglia di Glasgow del 1544 fu uno scontro avvenuto il 16 marzo 1544 nell'ambito del fatto storico noto come Brutale corteggiamento, all'interno delle guerre anglo-scozzesi. Sempre nel 1544, ma a maggio, vi fu una seconda battaglia a Glasgow tra il conte di Arran ed il conte di Glencairn, nota come battaglia di Glasgow Field o di Glasgow Muir.

## Preludio
Il conte di Lennox e William Cunningham, conte di Glencairn, continuavano a mostrare il loro supporto al matrimonio tra il principe Edoardo d'Inghilterra e la regina Maria di Scozia anche dopo che il parlamento scozzese aveva rigettato l'idea del matrimonio tra i due, rompendo il trattato di Greenwich, fatto che portò nuovamente alla guerra tra i due paesi. Lennox e Glencairn vennero quindi definiti tecnicamente dei traditori. Lennox scrisse a Maria di Guisa il 7 marzo 1544 nella speranza di guadagnare tempo esponendo le ragioni della propria innocenza ed incolpando di inutili dicerie i suoi pari:
"[vanno dicendo] che sia io l'uomo che ha causato queste divisioni e che ha rotto [in due] il reame con quotidiane insurrezioni e disobbedienze contrari all'autorità."
 Ad ogni modo il conte di Arran aveva già ordinato di attaccare la città scozzese di Glasgow. L'artiglieria ed i cannoni a mano inviati dal castello di Edimburgo servirono allo scopo. Il castello di Bothwell venne preso l'8 marzo. Gli uomini del conte di Lennox presero posizione nel castello e nella cattedrale locali, ma il generale prese invece posizione nella sua fortezza, il castello di Dumbarton.

## La battaglia
Le forze del conte di Hamilton incontrarono i seguaci del conte di Lennox a Glasgow Muir (Moor), a un miglio ad est della città. La battaglia sembrò propendere inizialmente per la fazione di Lennox, che con una forza di 800 uomini sembrava sovrastare le forze di Hamilton, riuscendo addirittura a catturare un cannone al nemico. A questo punto, Robert Boyd di Kilmarnock ed il suo amico ed alleato Mungo Mure di Rowallan, valorosamente si gettarono insieme nella mischia, che propese quini a favore del reggente Hamilton e che concluse così la battaglia. Da ambo le parti in guerra si contarono circa 300 morti. Lennox si ritirò al castello di Dumbarton, la sua fortezza preferita. Secondo il messaggero inglese Edward Storye, lord Hamilton entrò a Glasgow trionfante e pose assedio quindi al castello del vescovo locale il giorno 26 marzo.
Tra le perdite che si subirono sul campo di battaglia di Glasgow vi fu anche un barbiere e chirurgo che si stava occupando di curare i feriti presenti sul campo. Il cannoniere Hans Cochrane diresse l'artiglieria sulla cattedrale e sul castello. Quando la guarnigione del conte di Lennox si arrese, vennero issate delle forche lungo le strade verso Tolbooth per impiccare i capi della resistenza.

## Conseguenze
Il primogenito del conte di Glencairn, Alexander Cunningham, lord Kilmaurs, ed il fratello del conte di Lennox, Robert Stewart, vescovo designato di Caithness, riuscirono a portarsi dal castello di Dumbarton, in piena notte, verso il fiume Clyde ed a trovare da lì rifugio in Inghilterra.
Per i servizi prestati in battaglia, Robert Boyd venne ricompensato con delle terre e con la restaurazione del titolo di famiglia di lord Boyd.
Poco dopo questa battaglia, nel maggio del 1544, un'armata inglese incendiò Edimburgo. Attorno al 24 maggio del 1544, il conte di Arran combatté un'altra battaglia presso Glasgow col conte di Glencairn. Il figlio di Glencairn, Andrew Cunningham, e John Hamilton di Cambuskeith, rimasero uccisi in quest'altro scontro. Il conte di Glencairn a questo punto decise di ritirarsi e il conte di Lennox, incapace di riconquistare il castello di Dumbarton pur avendolo assediato, salpò alla volta dell'Inghilterra il 28 maggio successivo.
Dieci anni dopo, molte persone ricevettero il perdono reale per la loro presenza in battaglia dalla parte del conte di Lennox contro le forze governative, tra cui: William Cunningham, conte di Glencairn; George Forrester di Kiddisdale; Robert Hamilton di Briggis; George Hay, VII conte di Erroll; Robert Drummond di Carnock e John Wemyss.